# Берман, Борис Давыдович
Бори́с Давы́дович Бе́рман (15 мая 1901, село Андриановка, Читинский уезд, Забайкальская область, Российская империя — 23 февраля 1939, Москва, РСФСР) — деятель органов государственной безопасности СССР, резидент ИНО ОГПУ СССР, комиссар государственной безопасности 3-го ранга (1937). Народный комиссар внутренних дел Белорусской ССР (1937—1938). Входил в состав особой тройки НКВД СССР. Расстрелян как участник антисоветской террористической организации в НКВД СССР. Признан не подлежащим реабилитации.

## Биография
Родился в еврейской семье (глава семьи был владельцем кирпичного завода). Окончил 4-классное Читинское городское училище. С мая 1918 года добровольцем в Красной Армии. После прихода белогвардейцев перебрался в Маньчжурию на железнодорожную станцию Цицикар, где работал по найму.
В 1919 году был мобилизован белогвардейцами в войска охраны. С 1919 года — в органах ВЧК, в составе одного из созданных чекистами партизанских отрядов, находившегося в оперативном подчинении у В. К. Блюхера, принимал участие в попытке организации революции в Маньчжурии, где и находился на нелегальной работе.
В декабре 1920 года вернулся в Читу, затем переехал в Семипалатинск. В 1921 году — технический секретарь агитпропа Семипалатинского губернского комитета РКП(б). С февраля 1921 года — сотрудник Иркутской губернской ЧК, председателем которой был его брат Матвей Давыдович Берман. В 1922—1923 годах — служба в РККА: рядовой, политрук, инструктор политуправления армии.
Состоял в ВКП(б) с августа 1923 года.
С начала 1923 года — снова в органах ОГПУ:
- 1923—1924 — уполномоченный первого отделения Экономического управления ОГПУ в Москве,
- 1924 — в распоряжении МК РКП(б). Затем работал в Сергиевском уездном комитете РКП(б),
- 1925—1926 — в Экономическом управлении ОГПУ — помощник начальника 1-го отделения,
- 1926—1927 — начальник 8-го отделения Экономического управления ОГПУ,
- 1927—1928 — начальник 6-го отделения Экономического управления ОГПУ,
- 1928—1929 — в полномочном представительстве ОГПУ по Средней Азии — и. о. начальника Контрразведывательного отдела,
- 1929—1930 — начальник Контрразведывательного отдела и одновременно начальник Особого отдела,
- 1930—1931 — помощник начальника Секретно-оперативного управления (СОУ) полномочного представительства ОГПУ и одновременно заместитель начальника Особого отдела СОУ ПП ОГПУ. Принимал участие в боевых операциях против басмачей.

В январе 1931 года переведён в Иностранный отдел Секретно-оперативного управления (ИНО) ОГПУ, направлен резидентом в Берлин, где действовал под прикрытием должности сотрудника полномочного представительства СССР в Германии. Летом 1931 года резидентура Бермана сообщила о возможности прихода Адольфа Гитлера к власти. В 1932 году им были переданы данные о секретных переговорах рейхсканцлера Ф. фон Папена с правительствами западных держав, направленных на свёртывание отношений с Советским Союзом и объединение государств Европы для агрессии против СССР.
В 1933 года был направлен нелегальным резидентом в Рим. С 1934 года на руководящих должностях в центральном аппарате ИНО ОГПУ: помощник начальника Иностранного отдела Главного управления государственной безопасности НКВД СССР, второй заместитель начальника Иностранного отдела Главного управления государственной безопасности НКВД СССР.
С 21 мая 1935 года — первый заместитель начальника Иностранного отдела Главного управления государственной безопасности (ГУГБ) НКВД СССР А. А. Слуцкого.
В 1936—1937 годах — заместитель начальника Секретно-политического (4-го) отдела ГУГБ НКВД СССР. Принимал активное участие в фабрикации т. н. «дела троцкистско-зиновьевского центра» («дело» Г. Е. Зиновьева, Л. Б. Каменева, И. Н. Смирнова, Г. Е. Евдокимова, С. В. Мрачковского, И. П. Бакаева и др.) летом 1936 г., а также ряда «дел» осужденных к ВМН осенью того же года (в частности З. И. Фридмана).
С марта 1937 года — нарком внутренних дел Белорусской ССР и начальник Особого отдела Белорусского военного округа. Входил в Белорусскую республиканскую Особую тройку НКВД. Этот период отмечен вхождением в состав особой тройки, созданной по приказу НКВД СССР от 30.07.1937 № 00447, и активным участием в сталинских репрессиях. По его инициативе подверглось репрессиям почти всё партийное и советское руководство Белоруссии, включая первого секретаря ЦК КП(б) К. В. Гея, председателя ЦИК Белорусской ССР А. Г. Червякова, писателя Д. Жилуновича, а в ночь с 28 октября на 29 октября 1937 года было расстреляно несколько десятков виднейших белорусских поэтов, писателей и учёных: Анатолий Вольный, Валерий Моряков, Алесь Дударь, Михась Зарецкий, Василь Коваль, Арон Юдельсон, Залман Пивоваров, физик Евгений Успенский и другие. Начал расследование в отношении Г. К. Жукова, но тот «отделался» лишь строгим выговором — спасло заступничество С. К. Тимошенко.
В мае 1938 года был отозван в Москву и утвержден начальником 3-го Управления (транспорта и связи) НКВД СССР.
Депутат Верховного Совета СССР 1-го созыва.
Арестован 24 сентября 1938 года, одним из первых по указанию недавно назначенного первого заместителя наркома НКВД СССР Л. П. Берии, как «германский шпион». После ареста дал развернутые «показания» о своей «шпионской деятельности», а также на ряд руководящих сотрудников центрального аппарата НКВД СССР и региональных управлений наркомата, которые читал и анализировал лично И. В. Сталин. Внесен в список Л. Берии — А. Вышинского по 1-й категории от 15 февраля 1939 г. 22 февраля 1939 г. приговорён ВКВС СССР к высшей мере наказания. Помимо обвинений в «шпионаже в пользу Германии, Италии и Китая», ему были предъявлены и другие обвинения — в производстве необоснованных массовых арестов, санкционировании пыток и превышении власти : ст. 58/1 п."а" («измена Родине»); ст. 58/8 («террор»); ст. 58/11 («участие в антисоветской к.-р. организации в органах НКВД») УК РСФСР. На заседании ВКВС СССР «обвинения признал». Расстрелян в ночь на 23 февраля 1939 г. Место захоронения — могила невостребованных прахов № 1 крематория Донского кладбища.
Военная коллегия Верховного Суда СССР в 1956 году не нашла оснований пересматривать архивно-следственное дело Б. Бермана на предмет посмертной реабилитации. 27 марта 2014 года определением Судебной коллегии по делам военнослужащих Верховного суда РФ признан не подлежащим реабилитации.

## Семья
- Брат — Матвей Берман, начальник ГУЛАГа (1932—1937), комиссар государственной безопасности 3-го ранга, репрессирован, расстрелян. Реабилитирован посмертно.
- Брат — Юрий Давидович Берман (1910—2001), уроженец с. Андриановка Читинского уезда Забайкальской обл., состоял в ВКП(б) с 1936 года, образование — Томский педагогический техникум (1931 г.); с 1931 года преподаватель обществоведения 7-летней школы на ст. Болотная Омской железной дороги (Западно-Сибирский край), секретарь комитета ВЛКСМ транспортников там же; в органах НКВД с января 1934 года: секретарь особого отдела ОГПУ 78-й дивизии (Томский оперсектор ОГПУ), помощник уполномоченного, уполномоченный, оперуполномоченный и секретарь Особого отдела ГУГБ НКВД Сибирского Венного округа, с октября 1937 года сотрудник аппарата 3-го отдела УГБ УНКВД по Новосибирской обл. С 1938 года исполняющий обязанности начальника Анжеро-Сунженского ГО НКВД (Новосибирская обл.); с мая 1938 года врид начальника 3-го отдела Анжеро-Сунженского ГО НКВД. Лейтенант ГБ (1938). В январе 1939 года уволен из органов НКВД, выехал на жительство в Алма-Атинскую область, где работал преподавателем в средней школе. 19 июля 1939 году арестован и в декабре 1940 года осуждён к ВМН приговором Вт войск НКВД Сибирского округа. 15 февраля 1941 году ВКВС СССР ВМН заменена на 10 лет ИТЛ. После освобождения из мест заключения проживал в Черепановском районе Новосибирской области, затем в Новосибирске. Умер в 2001 году[7].
- Жена — Мария Аркадьевна (Ароновна) Бак, сотрудница НКВД, сестра Бориса и Соломона Баков.

## Награды
- орден Ленина (19.12.1937) (лишен посмертно Указом Президиума ВС СССР от 24.1.1941)[8]
- знак «Почётный работник ВЧК-ГПУ» (1933)